# جون واشنطن (لاعب كرة قدم أمريكية)
جون واشنطن (بالإنجليزية: John Washington)‏ هو لاعب كرة قدم أمريكية أمريكي، ولد في 20 فبراير 1963 في هيوستن في الولايات المتحدة.

## وصلات خارجية
- جون واشنطن على موقع مرجع كرة القدم المحترفة.كوم (الإنجليزية)